# 小波罗蜜
小波蘿蜜（学名：Artocarpus integer）又名榴梿蜜、小菠蘿，在新马一带常称为尖不叻，为桑科波罗蜜属下的一个种。分布于东南亚、新几内亚等地。

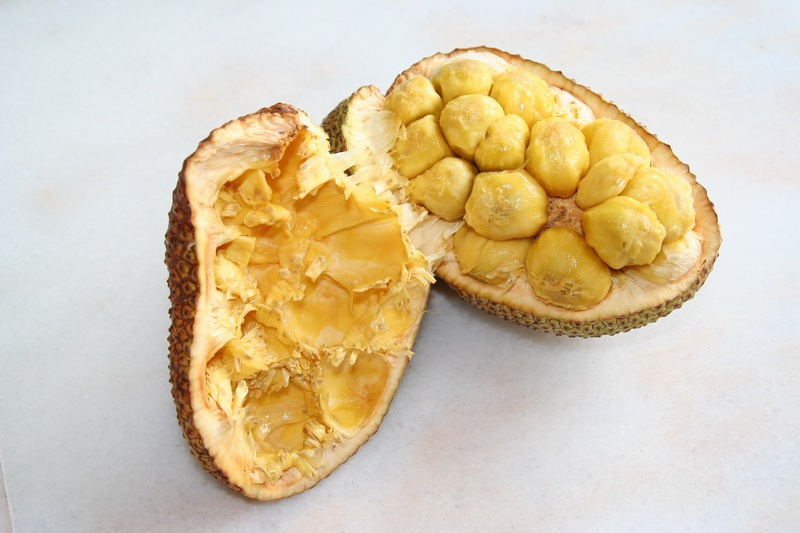
果肉

本種之果散發濃香，入面有極黏的物質，肉形似同屬的菠蘿蜜，但更甜、核小，且口感軟滑。

## 扩展阅读
- 維基物種上的相關：小波罗蜜